# Dona Tereza Cristina (Victor Meirelles)
Dona Tereza Cristina datada de 1864 é um pintura que utiliza a técnica óleo sobre tela do pintor catarinense Victor Meirelles (1832-1903).
O quadro retrata Teresa Cristina de Bourbon-Duas Sicílias esposa do imperador D. Pedro II e imperatriz consorte do Império do Brasil de 1843 até a Proclamação da República em 1889.
A obra pertence ao acervo da Museu de Arte de São Paulo Assis Chateaubriand  (MASP), que recebeu em doação da empresa Brasital em 1947.